# Макэлени, Конор
Ко́нор Майкл Макэле́ни (англ. Conor Michael McAleny; род. 12 августа 1992, Ливерпуль) — английский футболист, выступающий на позиции центрального нападающего. Игрок клуба «Харрогит Таун».

## Клубная карьера
Конор Макэлени — воспитанник «Эвертона», за юношеские и молодёжные команды которого начал выступать в 11 лет.
Дебют футболиста за основной состав «ирисок» состоялся 10 декабря 2011 года в матче «Эвертона» против лондонского «Арсенала». Нападающий вышел на замену на 76 минуте игры. 23 марта 2012 года на правах аренды перешёл в клуб «Сканторп Юнайтед», в составе которого провёл 3 матча.
В начале сезона 2013/14 на правах аренды до середины сезона перешёл в «Брентфорд», однако уже 24 августа в четвёртой игре за клуб сломал ногу, после чего «Эвертон» отозвал игрока из аренды.
11 декабря 2014 года Макэлени впервые за долгое время вышел на поле в основном составе «Эвертона», отыграв 80 минут матча Лиги Европы против «Краснодара».
2 февраля 2015 года на правах аренды до конца сезона перебрался в клуб чемпионшипа «Кардифф Сити». 7 февраля Макэлени дебютировал в валлийском клубе, выйдя в стартовом составе на матч против «Шеффилд Уэнсдей». Всего в сезоне 2014/15 Макэлени принял участие в 8 матчах «Кардиффа», в которых сумел отметиться двумя голами.
Осенью 2015 года Макэлени провёл два месяца в аренде в клубе «Чарльтон Атлетик». За это время он сыграл в 9 матчах клуба, но голами отметиться не сумел.
23 июня в качестве свободного агента подписал трёхлетний контракт с клубом «Флитвуд Таун». 5 августа в дебютной игре за «Флитвуд Таун» сделал дубль в ворота «Ротерем Юнайтед».

## Достижения

### Командные
«Уиган Атлетик»
- Чемпион Лиги 1 Английской футбольной лиги: 2015/16